# Великий Ярославов двор
Великий Ярославов двор (др.-рус. Великий Ярославль дворъ) — неоднократно упоминаемый в русских летописях княжий двор в средневековом Киеве, существовавший в XI—XIII веках. Его строительство традиционно связывают с Ярославом Мудрым. Известно, что он находился на Старокиевской горе (в Верхнем городе), однако археологические раскопки пока не позволяют его однозначно локализовать. Великий Ярославов двор был весьма крупных размеров. Согласно отдельным летописным записям, в него въезжал целый полк (от 800 до 1000 человек), на его территории проводились даже конные ристалища. Неоднократно здесь пребывали иностранные посольства. Летописные упоминания свидетельствуют о важной политической и административной роли, которую княжий двор играл в жизни не только Киева, но и всей Руси. Его территория была основным местом собрания киевского вече.

## Версии о местоположении
Среди учёных существуют различные точки зрения относительно его местоположения. Ряд исследователей полагали, что Великий Ярославов двор находился в восточной части «города Владимира» (киевского детинца). М. Ф. Берлинский помещал его к юго-востоку от Десятинной церкви. Н. В. Закревский, Н. И. Петров, В. А. Богусевич, М. К. Каргер и П. П. Толочко считали, что он находился у Васильевской (Трёхсвятительской) церкви. Согласно С. Р. Килиевич, Великий Ярославов двор вырос на основе теремного двора княгини Ольги и Владимира и занимал всю северо-восточную часть детинца, а Васильевская церковь, освящённая в 1183 году, была его «дворцовой церковью». Не исключено, что ко двору относилась и Киевская ротонда. Таким образом, в рамках этой распространённой версии он располагался вдоль современной Десятинной улицы. В. А. Богусевич предполагал, что Великий Ярославов двор насчитывал 300 м в длину и 150 м в ширину, занимая таким образом около 4 га.
Совершенно иной точки зрения придерживались сторонники версии, что Великий Ярославов двор был построен внутри «города Ярослава» близ Софийского собора. Первым такое предположение высказал М. А. Максимович, с течением времени его поддержали И. Е. Забелин, Н. И. Кондаков, А. В. Прахов, С. А. Высоцкий. Последний помещал его в юго-восточной части «города Ярослава». Он также отождествил Ярославов двор с фигурирующим в летописях Новым двором, противопоставляя его Старому двору в детинце.
По мнению Д. М. Котышева, Великий Ярославов двор располагался на границе города Владимира и города Ярослава, в результате срытия старых укреплений города Владимира на стыке с городом Ярослава, которое, по его мнению, произошло при масштабной перестройке Киева при Ярославе Мудром. Новый двор, согласно Котышеву, вероятно не был тождественен Великому Ярославову двору и располагался в районе Копырева конца.